# Marquette (Wisconsin)
Marquette és una població dels Estats Units a l'estat de Wisconsin. Segons el cens del 2000 tenia 169 habitants.

## Demografia
Segons el cens del 2000, Marquette tenia 169 habitants, 69 habitatges, i 52 famílies. La densitat de població era de 176,4 habitants per km².
Dels 69 habitatges en un 21,7% hi vivien nens de menys de 18 anys, en un 63,8% hi vivien parelles casades, en un 10,1% dones solteres, i en un 23,2% no eren unitats familiars. En el 18,8% dels habitatges hi vivien persones soles el 10,1% de les quals corresponia a persones de 65 anys o més que vivien soles. El nombre mitjà de persones vivint en cada habitatge era de 2,45 i el nombre mitjà de persones que vivien en cada família era de 2,75.
Per edats la població es repartia de la següent manera: un 20,7% tenia menys de 18 anys, un 4,7% entre 18 i 24, un 20,7% entre 25 i 44, un 29% de 45 a 60 i un 24,9% 65 anys o més.
L'edat mediana era de 48 anys. Per cada 100 dones de 18 o més anys hi havia 109,4 homes.
La renda mediana per habitatge era de 36.667 $ i la renda mediana per família de 35.417 $. Els homes tenien una renda mediana de 34.250 $ mentre que les dones 22.250 $. La renda per capita de la població era de 17.053 $. Aproximadament el 3,8% de les famílies i el 4,5% de la població estaven per davall del llindar de pobresa.

## Poblacions properes
El següent diagrama mostra les poblacions més properes.